# Ad Astra (film)
Ad Astra – amerykański film science-fiction z 2019 roku w reżyserii Jamesa Graya.
Światowa premiera filmu odbyła się 29 sierpnia 2019 podczas 76. MFF w Wenecji, gdzie obraz brał udział w konkursie głównym.

## Obsada
- Brad Pitt jako major Roy McBride
- Tommy Lee Jones jako H. Clifford McBride
- Ruth Negga jako Helen Lantos
- Liv Tyler jako Eve McBride
- Donald Sutherland jako pułkownik Pruitt
- John Ortiz jako generał Rivas
- Donnie Keshawarz jako kapitan Lawrence Tanner
- Greg Bryk jako Chip Garnes
- John Finn jako generał Stroud
- Loren Dean jako Donald Stanford
- Sean Blakemore jako Willie Levant
- Natasha Lyonne jako Tanya Pincus

## Produkcja
W 2016 podczas 67. MFF w Cannes reżyser James Gray potwierdził plany napisania scenariusza i nakręcenia filmu Ad Astra. W kwietniu 2017 podczas promocji Zaginionego miasta Z Gray porównał fabułę planowanego obrazu do Jądra ciemności Josepha Conrada. Dodał również, że chciałby, aby film zawierał „najbardziej realistyczne przedstawienie podróży kosmicznych, które ukazano w filmie”. Potwierdził też, że pierwsze zdjęcia rozpoczną się 17 lipca 2017.
10 kwietnia 2017 reżyser potwierdził, że w projekcie weźmie udział Brad Pitt. W czerwcu do obsady dołączył także Tommy Lee Jones, a w sierpniu jeszcze Ruth Negga, John Finn, Donald Sutherland i Jamie Kennedy.
Główne zdjęcia ruszyły w połowie sierpnia 2017 w Santa Clarita w Kalifornii i trwały 60 dni. Po słabych początkowych testach przeprowadzono powtórki (chociaż Pitt był niedostępny), zwiększając budżet produkcji z 80 milionów do ponad 100 milionów dolarów.

## Odbiór

### Box office
W Stanach Zjednoczonych i Kanadzie film zarobił 50 mln USD. W innych krajach przychody wyniosły 74 mln dolarów, a łączny przychód z biletów 124 miliony USD.

### Krytyka w mediach
Film spotkał się z dobrą reakcją krytyków. W serwisie Rotten Tomatoes 84% z 363 recenzji jest pozytywne, a średnia ocen wyniosła 7,55/10. Na portalu Metacritic średnia ocen z 56 recenzji wyniosła 80 punktów na 100.